# Liste geplanter orbitaler Raketenstarts

## Geplante Starts
August 2025 – September 2025
| Datum (UTC) A            | 11Raketentyp11       | Startplatz       | 12345Nutzlast123456                                                                   | 123Art / Zweck B123                                                                                           | Belege                                    |
| August 2025              | August 2025          | August 2025      | August 2025                                                                           | August 2025                                                                                                   | August 2025                               |
| ------------------------ | -------------------- | ---------------- | ------------------------------------------------------------------------------------- | --- | ----------------------------------------- |
| 21. Aug. 2025 ca. 08:30  | Angara-1.2           | Plessezk 35/1    |                                                                                       | | [ 1 ]                                     |
| 22. Aug. 2025 ca. 03:40  | Falcon 9             | KSC 39A          | X-37B OTV-8 (USSF-36)                                                                 | Raumgleiter                                                                                                   | [ 2 ]                                     |
| 22. Aug. 2025 15:44      | Falcon 9             | VSFB 4E          | Starlink 17-6                                                                         | 24× Kommunikation                                                                                             | [ 3 ]                                     |
| 23. Aug. 2025 22:30      | Electron/KS          | Mahia 1          |                                                                                       | 5 Satelliten                                                                                                  | [ 4 ]                                     |
| 24. Aug. 2025 06:45      | Falcon 9             | CCSFS 40         | Dragon CRS-33                                                                         | ISS-Versorgung                                                                                                | [ 5 ]                                     |
| 24. Aug. 2025 ca. 19:25  | CZ-8A                | Hainan           |                                                                                       | | [ 6 ]                                     |
| 26. Aug. 2025 18:45      | Falcon 9             | VSFB 4E          | Naos LEAP-1 Pelican-3 und -4 Acadia-6 FFLY-1 bis -3                                   | Aufklärung Technologieerprobung Erdbeobachtung ?                                                              | [ 7 ]                                     |
| 27. Aug. 2025 05:49      | Falcon 9             | CCSFS 40         | Starlink 10-11                                                                        | 28× Kommunikation                                                                                             | [ 8 ]                                     |
| 30. Aug. 2025            | Falcon 9             | VSFB 4E          | Starlink 17-7                                                                         | 24× Kommunikation                                                                                             | [ 9 ]                                     |
| Aug. 2025                | Falcon 9             |                  | Bandwagon-4 425-Projekt SAR 4 Lumen-1 Chimera GEO 2 OrbitGuard-2 4× Taurus San Xavier | Rideshare-Start Aufklärung TE/Edge Computing Raumschlepper Kommunikation Internet der Dinge ◻ Geosondierung ◻ | [ 10 ] [ 11 ] [ 12 ] [ 10 ] [ 13 ] [ 14 ] |
| Aug. 2025                | Ceres-2 Erstflug     | Jiuquan          | 6 Satelliten                                                                          | | [ 15 ] [ 16 ]                             |
| Aug. 2025                | Falcon 9             | Florida          | Starlink                                                                              | Kommunikation                                                                                                 |                                           |
| September 2025           |                      |                  |                                                                                       | |                                           |
| 5. Sep. 2025             | Jielong-3            | Gelbes Meer      |                                                                                       | | [ 17 ]                                    |
| 11. Sep. 2025            | Sojus-2.1a           | Baikonur 31/6    | Progress MS-32                                                                        | ISS-Versorgung                                                                                                |                                           |
| 29. Sep. 2025            | New Glenn            | CCSFS 36         | EscaPADE                                                                              | 2 Marssonden                                                                                                  | [ 18 ]                                    |
| Sep. 2025                | Falcon 9             | VSFB 4E          | Starshield 10 (NROL-48)                                                               | Aufklärung | [ 19 ] [ 20 ]                             |
| Sep. 2025                | Falcon 9             | Florida          | Nusantara Lima                                                                        | Kommunikation                                                                                                 | [ 21 ]                                    |
| Sep. 2025                | Falcon 9             | CCSFS 40         | Cygnus CRS-23                                                                         | ISS-Versorgung                                                                                                | [ 22 ]                                    |
| Sep. 2025                | Falcon 9             | KSC 39A          | IMAP CGO (GLIDE) SWFO-L1                                                              | Weltraumforschung Geokoronaforschung SSA                                                                      | [ 23 ] [ 24 ]                             |
| Sep. 2025                | Hanbit-Nano Erstflug | Alcântara        | Jussara-K                                                                             | TE/Erdbeobachtung ◻                                                                                           | [ 25 ]                                    |
| Sep. 2025 mehrere Starts | Falcon 9             | Florida, VSFB 4E | Starlink                                                                              | Kommunikation                                                                                                 |                                           |

| A Datum (UTC): Soweit eine Uhrzeit angegeben ist, handelt es sich um den frühestmöglichen Starttermin in koordinierter Weltzeit, sonst um das frühestmögliche Startdatum in Ortszeit. Oft starten die Raketen erst Tage, Wochen oder Monate später. |
| B Art / Zweck: Die Symbole ◻ und ▫ kennzeichnen Cubesats bzw. PocketQubes; „TE“ steht für „Technologieerprobung“, also das Testen neuer Satellitentechnik. Siehe Satellitentypen für weitere Erläuterungen.                                         |

## Startplätze
| Kürzel      | Startplatz                         | Land                                    |
| ----------- | ---------------------------------- | --------------------------------------- |
| Alcântara   | Centro de Lançamento de Alcântara  | Brasilien                               |
| Andøya      | Andøya Spaceport                   | Norwegen                                |
| Baikonur    | Kosmodrom Baikonur                 | Kasachstan, aber von Russland betrieben |
| Bowen       | Bowen Orbital Spaceport            | Australien, privat betrieben            |
| CCSFS       | Cape Canaveral Space Force Station | Vereinigte Staaten                      |
| CSG         | Centre Spatial Guyanais (Kourou)   | Frankreich (Französisch-Guayana)        |
| Florida     | CCSFS oder KSC                     | Vereinigte Staaten                      |
| Hainan      | Kommerzielles Kosmodrom Hainan     | Volksrepublik China                     |
| IKSC        | Imam Khomeini Space Center         | Iran                                    |
| Jiuquan     | Kosmodrom Jiuquan                  | Volksrepublik China                     |
| Kii         | Weltraumbahnhof Kii                | Japan, privat betrieben                 |
| KSC         | Kennedy Space Center               | Vereinigte Staaten                      |
| Mahia       | Rocket Lab Launch Complex 1        | Neuseeland, privat betrieben            |
| MARS        | Mid-Atlantic Regional Spaceport    | Vereinigte Staaten                      |
| Naro        | Naro Space Center                  | Südkorea                                |
| Plessezk    | Kosmodrom Plessezk                 | Russland                                |
| PSCA        | Pacific Spaceport Complex – Alaska | Vereinigte Staaten                      |
| Schahrud    | Militäranlage bei Schahrud         | Iran                                    |
| Semnan      | Semnan-Raumfahrtzentrum            | Iran                                    |
| Sohae       | Satellitenstartplatz Sohae         | Nordkorea                               |
| SHAR        | Satish Dhawan Space Centre         | Indien                                  |
| TNSC        | Tanegashima Space Center           | Japan                                   |
| Taiyuan     | Kosmodrom Taiyuan                  | Volksrepublik China                     |
| USC         | Uchinoura Space Center             | Japan                                   |
| VSFB        | Vandenberg Space Force Base        | Vereinigte Staaten                      |
| Wenchang    | Kosmodrom Wenchang                 | Volksrepublik China                     |
| Wostotschny | Kosmodrom Wostotschny              | Russland                                |
| Xichang     | Kosmodrom Xichang                  | Volksrepublik China                     |